# Collins (Familienname)
Collins ist ein englischer Familienname.

## Herkunft und Bedeutung
Der Name kann patronymischen Ursprungs sein („Sohn des Colin“) oder auf inselkeltische Namen zurückgehen.

## Namensträger

### A
- Abu Hena Tasawar Collins (* 1979), bangladeschischer Tennisspieler
- Adela Yarbro Collins (* 1945), Theologin
- Adrian Collins, südafrikanischer Schauspieler und Theaterregisseur
- Aíne Collins (* 1969), irische Politikerin (Fine Gael)
- Alan Collins, Pseudonym von Luciano Pigozzi (1927–2008), italienischer Schauspieler
- Alan Collins (Schriftsteller) (1928–2008), australischer Schriftsteller
- Alan Collins (Bildhauer) (* 1928), US-amerikanischer Bildhauer und Hochschullehrer englischer Herkunft
- Alan Collins (Filmeditor), britisch-kanadischer Filmeditor und Filmproduzent
- Alan Stanley Collins (* 1948), britischer Diplomat
- Albert Collins (1932–1993), US-amerikanischer Gitarrist und Sänger
- Ali Collins (* 2000), britische Tennisspielerin
- Allan Collins (1918–2002), schottischer Fußballspieler
- Allen Collins (1952–1990), US-amerikanischer Musiker
- Annie Collins, neuseeländische Filmeditorin

- Anthony Collins (Philosoph) (1676–1729), englischer Philosoph
- Anthony Collins (Filmkomponist) (1893–1963), britischer Dirigent und Filmkomponist
- Anthony Michael Collins (* 1960), irischer Generalanwalt am Europäischen Gerichtshof

- Arthur Collins (Fußballspieler, 1882) (1882–1953), englischer Fußballspieler
- Arthur Collins (Fußballspieler, 1902) (Arthur Henry Collins; 1902–1974), englischer Fußballspieler
- Arthur A. Collins (Arthur Andrew Collins; 1909–1987), US-amerikanischer Unternehmer
- Arthur F. Collins (Arthur Francis Collins; 1864 – 1933), US-amerikanischer Bariton
- Arthur J. Collins (Arthur John Collins; * 1931), britischer Diplomat
- Arthur S. Collins Jr. (1915–1984), US-amerikanischer Generalleutnant
- Arthur “Artie” W. Collins (1930–2020), US-amerikanischer Philosoph
- Arthur Worth Collins, Jr. (1929–2016), US-amerikanischer Sportjournalist, siehe Bud Collins
- Ava Collins (* 2002), neuseeländische Fußballspielerin

### B
- Barbara-Rose Collins (1939–2021), US-amerikanische Politikerin
- Barnabas Collins (1836–1901), US-amerikanischer Politiker
- Barry Francis Collins (1938–2000), australischer Ordensgeistlicher und römisch-katholischer Bischof von Wilcannia-Forbes
- Ben Collins (Rennfahrer) (* 1975), britischer Automobilrennfahrer
- Ben Collins (Drehbuchautor), US-amerikanischer Drehbuchautor
- Ben Collins (Triathlet) (* 1983), US-amerikanischer Triathlet
- Ben Collins (Fußballspieler) (* 2000), australischer Fußballspieler
- Bill Collins (Fußballspieler) (William Hanna Collins; 1920–2010), nordirischer Fußballspieler
- Bill Collins (Golfspieler) (William R. Collins; 1928–2006), US-amerikanischer Golfspieler
- Bill Collins (Eishockeyspieler) (William Earl Collins; * 1943), kanadischer Eishockeyspieler
- Bill Collins (Leichtathlet) (* 1950), US-amerikanischer Leichtathlet
- Billy Collins (* 1941), US-amerikanischer Schriftsteller
- Billy Collins junior (1961–1984), Boxer
- Bobby Collins (1931–2014), schottischer Fußballspieler und -trainer
- Bootsy Collins (* 1951), US-amerikanischer Bassist
- Bud Collins (1929–2016), US-amerikanischer Journalist und Tenniskommentator
- Burt Collins (1931–2007),  US-amerikanischer Trompeter

### C
- Calvin Collins (1933–2001), US-amerikanischer Jazz-Gitarrist, siehe Cal Collins
- Calvin Collins (Footballspieler) (* 1974), US-amerikanischer American-Football-Spieler
- Cardiss Collins (1931–2013), US-amerikanische Politikerin
- Careena Collins (* 1967), US-amerikanische Pornodarstellerin
- Catfish Collins (1943–2010), US-amerikanischer Funkgitarrist
- Chad Michael Collins (* 1979), US-amerikanischer Schauspieler, Filmproduzent und Synchronsprecher
- Charles Collins (Politiker) (1773–1845), US-amerikanischer Politiker
- Charles Collins (Schriftsteller) (Charles James Collins; 1820–1864), britischer Journalist und Schriftsteller
- Charles Collins (Schauspieler) (1904–1999), US-amerikanischer Schauspieler
- Charles Allston Collins (1828–1873), britischer Maler
- Charles Edwin Collins (1929–2012), US-amerikanischer Politiker
- Charles T. Collins (Charles Thompson Collins; * 1938), US-amerikanischer Ornithologe
- Charlie Collins (Musiker, 1933) (Charles Edward Collins; 1933–2012), US-amerikanischer Countrymusiker
- Charlie Collins (Musiker, 1952) (* 1952), britischer Jazzmusiker
- Chris Collins (Reiter) (Christopher Collins), britischer Reiter
- Chris Collins (Politiker) (Christopher Carl Collins; * 1950), US-amerikanischer Politiker
- Chris Collins (Filmproduzent) (Christopher Collins; 1962–2014), britischer Filmproduzent
- Chris Collins (Drehbuchautor), Drehbuchautor
- Chris Collins (Footballspieler, 1982) (* 1982), US-amerikanischer American-Football-Spieler
- Chris Collins (Eishockeyspieler, 1984) (* 1984), US-amerikanischer Eishockeyspieler
- Chris Collins (Eishockeyspieler, 1992) (* 1992), kanadischer Eishockeyspieler
- Chris Collins (Footballspieler, 1999) (* 1999), US-amerikanischer American-Football-Spieler
- Christine Collins (* 1969), US-amerikanische Ruderin
- Christopher Collins (Mikrobiologe) (Christopher Herbert Collins; 1919–2009), britischer Mikrobiologe
- Christopher Collins (Schauspieler) (Christopher Charles Collins; 1949–1994), US-amerikanischer Schauspieler und Komiker
- Claire Collins (* 1996), US-amerikanische Ruderin
- Clifton Collins junior (* 1970), US-amerikanischer Schauspieler
- Coleman Collins (* 1986), US-amerikanischer Basketballspieler
- Cora Sue Collins (1927–2025), US-amerikanische Schauspielerin
- Corban Collins (* 1994), US-amerikanischer Basketballspieler
- Corny Collins (* 1933), deutsche Schauspielerin

### D
- D. Michael Collins (Dennis Michael Collins; 1944–2015), US-amerikanischer Politiker
- Daniel Collins (* 1970), australischer Kanute
- Danielle Collins (* 1993), US-amerikanische Tennisspielerin
- Danny Collins (* 1980), walisischer Fußballspieler
- David Collins (Gouverneur) (1754–1810), britischer Offizier, Vizegouverneur von Tasmanien
- David Collins (Designer) (David Page Collins; 1955–2013), irischer Designer, Innenarchitekt und Songwriter
- David Collins (Ruderer) (* 1969), US-amerikanischer Ruderer
- David Collins (* 1969), australischer Comedian, siehe The Umbilical Brothers
- David Collins (Fußballspieler) (* 1972), kiribatischer Fußballspieler
- Dean Collins (Tänzer) (1917–1984), US-amerikanischer Tänzer und Choreograf
- Dean Collins (Schauspieler) (* 1990), US-amerikanischer Schauspieler und Filmemacher
- DeJuan Collins (* 1976), US-amerikanischer Basketballspieler
- Dennis Collins (* 1951), amerikanisch-französischer Musikwissenschaftler, Cembalist und Organist
- Derrick Collins (* 1965), US-amerikanischer Basketballschiedsrichter
- Dick Collins (1924–2016), US-amerikanischer Jazzmusiker
- Dolly Collins (1933–1995), britische Folkmusikerin
- Don Collins (Bowlsspieler) (1927–2010), australischer Bowlsspieler
- Don Collins (Eishockeyspieler) (* 1932), kanadischer Eishockeyspieler
- Don Collins (Baseballspieler) (* 1952), US-amerikanischer Baseballspieler
- Don Collins (Basketballspieler) (* 1958), US-amerikanischer Basketballspieler
- Donald Collins (Politiker, 1925) (1925–2018), US-amerikanischer Politiker
- Donald Collins (Politiker, 1942) (* 1942), US-amerikanischer Politiker
- Donald Collins (Baseballspieler) (* 1962), US-amerikanischer Baseballspieler
- Doug Collins (* 1951), US-amerikanischer Basketballspieler und -trainer
- Doug Collins (Politiker) (* 1966), US-amerikanischer Politiker

### E
- Eddie Collins (Schauspieler) (Edward Bernard Collins; 1883–1940), US-amerikanischer Schauspieler
- Eddie Collins (Baseballspieler) (Edward Trowbridge Collins Sr.; 1887–1951), US-amerikanischer Baseballspieler und -manager
- Eddie Collins (Sänger), US-amerikanischer Sänger
- Eddie Collins, eigentlicher Name von Greydon Square (* 1981), US-amerikanischer Rapper
- Edmund Collins (1931–2014), australischer Geistlicher, Bischof von Darwin
- Eduard Collins (1796–1859), deutscher Generalmajor
- Eduard Albert Collins (1791–1840), russischer Mathematiker
- Edward Collins (Architekt) (1821–1902), deutsch-US-amerikanischer Architekt
- Edward Collins (Politiker, 1866) (1866–1936), australischer Politiker (UAP)
- Edward Collins (Eiskunstläufer), kanadischer Eiskunstläufer
- Edward Collins (Politiker, 1941) (1941–2019), irischer Politiker (Fine Gael)
- Edward Joseph Collins (1886–1951), US-amerikanischer Pianist, Dirigent und Komponist
- Edward Treacher Collins (1862–1932), britischer Augenarzt   (1887–1982), US-amerikanische
- Edwyn Collins (* 1959), britischer Musiker
- Eileen Collins (* 1956), US-amerikanische Astronautin
- Ela Collins (1786–1848), US-amerikanischer Politiker
- Eleanor Collins (1919–2024), kanadische Jazz- und Gospelsängerin
- Elmer Collins (1887–1982), US-amerikanischer Radsportler
- Elvet Collins (1902–??), walisischer Fußballspieler
- Eoin Collins (* 1968), irischer Tennisspieler
- Erroll Collins (1906–1991), britische Science-Fiction-Autorin

### F
- Francis Collins (Francis S. Collins; * 1950), US-amerikanischer Humangenetiker
- Francis Dolan Collins (1841–1891), US-amerikanischer Politiker
- Frank Collins (1893–??), irischer Fußballspieler
- Fredderik Collins (* 1964), deutscher Filmschauspieler, Regisseur und Produzent
- Frederick Collins (1869–1952), US-amerikanischer Erfinder und Autor

### G
- G. Pat Collins (George Percy Collins; 1895–1959), US-amerikanischer Schauspieler
- Gary Collins (Schauspieler) (1938–2012), US-amerikanischer Schauspieler und Fernsehmoderator
- Gary Collins (Footballspieler) (* 1940), US-amerikanischer American-Football-Spieler
- Gary Collins (Basketballspieler), US-amerikanisch-österreichischer Basketballspieler
- Gary Collins (Rennfahrer) (* 1960), US-amerikanischer Automobilrennfahrer
- Gene Collins (1932–2015), US-amerikanischer Schauspieler
- Georg Ludwig Collins (1763–1814), deutscher Schriftsteller
- George J. Collins (* 1940), US-amerikanischer Segler und Autor
- George Roseborough Collins (1917–1993), US-amerikanischer Kunsthistoriker
- George W. Collins (Politiker) (George Washington Collins; 1925–1972), US-amerikanischer Politiker
- George W. Collins (Physiker) (George William Collins; 1937–2013), US-amerikanischer Astrophysiker
- Gerald Collins, kanadischer Boxer
- Gerard Collins (* 1938), irischer Politiker
- Glenda Collins (* 1943), britische Sängerin
- Glenn Collins (* 1977), neuseeländischer Fußballspieler
- Godfrey Collins (1875–1936), britischer Politiker
- Greg Collins (* 1986), US-amerikanischer Eishockeyspieler
- Gregory Collins (* 1960), nordirischer Ordensgeistlicher

### H
- Hannah Collins (* 1956), britische Künstlerin, Fotografin, Filmemacherin und Hochschullehrerin
- Harry Collins (Soziologe) (* 1943), britischer Wissenschaftssoziologe
- Harry J. Collins (1895–1963), US-amerikanischer Generalmajor
- Helen Collins (Schauspielerin), US-amerikanische Schauspielerin
- Helen Collins (Kunsthistorikerin), britische Zahnmedizinerin und Kunsthistorikerin
- Helen Collins (Fußballspielerin) (* 1988), neuseeländische Fußballspielerin
- Howard Collins (Musiker) (1930–2015), US-amerikanischer Musiker
- Howard Collins (Karateka) (* 1949), britischer Karateka

### I
- Ian Collins (1903–1975), schottischer Tennisspieler
- Irene Collins († 2015), britische Historikerin

### J
- J. Lawton Collins (Joseph Lawton Collins; 1896–1987), US-amerikanischer General
- Jackie Collins (1937–2015), britisch-US-amerikanische Schriftstellerin
- Jackson Collins (* 1998), australischer Kanute
- Jacob Collins-Levy (* 1992), australischer Schauspieler
- Jaime Collins (eigentlich James Collins; 1921–2002), irischer Ordensgeistlicher, Bischof von Miracema do Tocantins
- Jalen Collins (* 1993), US-amerikanischer American-Football-Spieler
- James Collins (Künstler) (* 1939), US-amerikanischer Maler und Fotograf
- James Collins (Basketballspieler) (James Edgar Collins; * 1973), US-amerikanischer Basketballspieler
- James Collins (Fußballspieler, 1983) (* 1983), walisischer Fußballspieler
- James Collins (Fußballspieler, 1990) (* 1990), irischer Fußballspieler
- James F. Collins (James Francis Collins; 1905–1989), US-amerikanischer General
- James Franklin Collins (* 1939), US-amerikanischer Diplomat
- James J. Collins (James Joseph Collins; * 1965), US-amerikanischer Mediziningenieur
- James John Collins (1900–1967), irischer Politiker
- James Lawton Collins (1882–1963), US-amerikanischer Generalmajor
- James Lawton Collins, jr. (1917–2002), US-amerikanischer Brigadegeneral und Militärhistoriker
- James M. Collins (1916–1989), US-amerikanischer Politiker
- Jamie Collins (* 1989), US-amerikanischer American-Football-Spieler
- Jamilu Collins (* 1994), nigerianischer Fußballspieler
- Jane Collins (* 1962), britische Politikerin
- Jarron Collins (* 1978), US-amerikanischer Basketballspieler
- Jason Collins (* 1978), US-amerikanischer Basketballspieler
- Jazzbeaux Collins (Albert Richard Collins; 1909–1997), US-amerikanischer Discjockey und Moderator
- Jerry Collins (1980–2015), neuseeländischer Rugby-Union-Spieler
- Jessica Collins (* 1971), US-amerikanische Schauspielerin
- Jim Collins (James C. Collins; * 1958), US-amerikanischer Manager, Hochschullehrer und Unternehmer
- Jimmy Collins (James Joseph Collins; 1870–1943), US-amerikanischer Baseballspieler und -manager
- Joan Collins (* 1933), britische Schauspielerin
- Joan Collins (Politikerin) (* 1961), irische Politikerin
- John Collins (Mediziner) (um 1579–1634), englischer Mediziner
- John Collins (Mathematiker) (1625–1683), englischer Mathematiker
- John Collins (Politiker, 1717) (1717–1795), US-amerikanischer Politiker (Rhode Island)
- John Collins (Politiker, 1776) (1776–1822), US-amerikanischer Politiker (Delaware)
- John Collins (Gitarrist) (1913–2001), US-amerikanischer Gitarrist
- John Collins (Fußballspieler) (* 1968), schottischer Fußballspieler und -trainer
- John Collins (Ruderer) (* 1989), britischer Ruderer
- John Collins (Basketballspieler) (* 1997), US-amerikanischer Basketballspieler
- John Augustine Collins (1899–1989), australischer Vizeadmiral
- John Churton Collins (1848–1908), britischer Literaturkritiker
- John Clements Collins (* 1949), britischer Physiker
- John D. Collins (* 1942), britischer Schauspieler
- John F. Collins (1919–1995), US-amerikanischer Politiker
- John H. Collins (Regisseur) (1889–1918), US-amerikanischer Regisseur und Drehbuchautor
- John H. Collins (Althistoriker) (1902–1981), US-amerikanischer Althistoriker
- John J. Collins (* 1946), irisch-US-amerikanischer Bibelwissenschaftler
- John L. Collins, britischer Geistlicher
- John S. Collins (1837–1928), US-amerikanischer Quäker und Farmer
- John W. Collins (Jack Collins; 1912–2001), US-amerikanischer Schachspieler und -trainer
- Joseph Collins (Mediziner) (1866–1950), US-amerikanischer Neurologe
- Joseph T. Collins (1939–2012), US-amerikanischer Biologe
- Joyce Collins (1930–2010), US-amerikanische Pianistin, Sängerin und Musikpädagogin
- Judith Collins (* 1959), neuseeländische Politikerin (New Zealand National Party)
- Judy Collins (* 1939), US-amerikanische Folksängerin
- Junior Collins (1927–1976), US-amerikanischer Hornist

### K
- Kaitlan Collins (* 1992), US-amerikanische Fernseh-Journalistin
- Kathleen Collins (1942–1988), US-amerikanische Schriftstellerin und Filmproduzentin
- Kelly Collins (* 1965), US-amerikanischer Autorennfahrer
- Kenneth Collins (Sänger) (1935–2013), britischer Opernsänger (Tenor)
- Kenneth Collins (Politiker) (* 1939), britischer Politiker
- Kim Collins (Eishockeyspieler) (1962–2024), kanadischer Eishockeyspieler und -trainer
- Kim Collins (* 1976), Leichtathlet aus St. Kitts und Nevis
- Kyle Collins (* 1988), Fußballspieler für St. Kitts & Nevis
- Kylie Collins (* 2002), US-amerikanische Tennisspielerin

### L
- La’el Collins (* 1993), US-amerikanischer American-Football-Spieler
- Landon Collins (* 1994), US-amerikanischer American-Football-Spieler
- Larry Collins (Schriftsteller) (John Lawrence Collins Jr; 1929–2005), US-amerikanischer Schriftsteller
- Larry Collins (Musiker) (1944–2024), US-amerikanischer Rockabilly-Musiker (The Collins Kids)
- Larry Collins (Footballspieler) (Larry Daniel Collins; * 1955), US-amerikanischer American-Football-Spieler
- Lauren Collins (* 1986), kanadische Schauspielerin
- Lawrence Collins, Baron Collins of Mapesbury (* 1941), britischer Politiker und Richter
- Lee Collins (1901–1960), US-amerikanischer Jazz-Trompeter und Bandleader
- LeRoy Collins (1909–1991), US-amerikanischer Politiker
- Lewis Collins (1946–2013), britischer Schauspieler
- Lewis Preston Collins (1896–1952), US-amerikanischer Politiker
- Lily Collins (* 1989), britische Schauspielerin, Model und Kolumnistin
- Lindsay Collins, kanadische Schauspielerin
- Lindsey Collins, US-amerikanische Produzentin für Animationsfilme
- Lorence G. Collins (* 1931), US-amerikanischer Petrologe
- Lorrie Collins (* 1942), US-amerikanische Rockabilly-Sängerin, siehe The Collins Kids
- Louis L. Collins (1882–1950), US-amerikanischer Politiker
- Lyn Collins (1948–2005), US-amerikanische Soulsängerin
- Lynn Collins (* 1977), US-amerikanische Schauspielerin

### M
- Mabel Collins (1851–1927), britische Theosophin, Anthroposophin und Tierschützerin
- Mac Collins (1944–2018), US-amerikanischer Politiker
- Marc Collins (* 1964), deutscher Fotograf
- Marcus Collins (* 1988), britischer Sänger
- Mardy Collins (* 1984), US-amerikanischer Basketballspieler
- Margaret S. Collins (1922–1996), US-amerikanische Entomologin und Bürgerrechtlerin
- Martha Layne Collins (* 1936), US-amerikanische Politikerin
- Martin Collins, Deckname von Rudolf Iwanowitsch Abel (1903–1971), sowjetischer Agent
- Martin Collins (Autor) (* 1928), irischer Autor und Maler
- Marva Collins († 2015), US-amerikanische Lehrerin und Erzieherin
- Mary Collins (* 1940), kanadische Politikerin
- Matthew Collins (Biomolekular-Archäologe) (* 1960), britischer Biomolekular-Archäologe, Professor für Paläoproteomik
- Matthew Collins (Ruderer) (* 1967), US-amerikanischer Ruderer
- Matthew Collins (Footballspieler) (* 1977), australischer Australian-Rules-Footballspieler
- Matthew Collins (Fußballspieler) (* 1986), walisischer Fußballspieler
- Maurice Collins (Richter), irischer Jurist
- Max Allan Collins (* 1948), US-amerikanischer Schriftsteller
- Mel Collins (* 1947), britischer Musiker
- Michael Collins (Bischof) (1771–1832), irischer Geistlicher, Bischof von Cloyne
- Michael Collins (Irland) (1890–1922), irischer Freiheitskämpfer
- Michael Collins (Schauspieler) (1922–1979), britischer Schauspieler
- Michael Collins, Pseudonym von Dennis Lynds (1924–2005), US-amerikanischer Schriftsteller
- Michael Collins (Astronaut) (1930–2021), US-amerikanischer Astronaut
- Michael Collins (Politiker), irischer Politiker, Oberbürgermeister von Dublin
- Michael Collins (Politiker, 1940) (1940–2022), irischer Politiker
- Michael Collins (Diplomat) (* 1953), irischer Diplomat
- Michael Collins (Boxer), US-amerikanischer Boxer
- Michael Collins (Klarinettist) (* 1962), britischer Klarinettist
- Michael Collins (Schriftsteller) (* 1964), irischer Schriftsteller und Langstreckenläufer
- Michael Collins (Politiker, 1968) (* 1968), irischer Politiker
- Michael Collins (Astronom), US-amerikanischer Astronom
- Michael Collins (Pianist), US-amerikanischer Komponist und Pianist
- Michael Collins (Fußballspieler, 1977) (* 1977), nordirischer Fußballspieler
- Michael Collins (Baseballtrainer) (* 1984), australischer Baseballtrainer
- Michael Collins (Fußballspieler, 1986) (* 1986), irischer Fußballspieler und -trainer
- Michelle Collins (* 1971), US-amerikanische Leichtathletin
- Mick Collins (Fußballspieler) (* 1938), englischer Fußballspieler
- Mick Collins (Musiker) (1938–2015), britischer Jazz-Musiker
- Mike Collins (Fußballspieler, 1933) (* 1933), englischer Fußballspieler
- Mike Collins (Tennisspieler) (* 1951), britischer Tennisspieler
- Mike Collins (Fußballspieler, 1953) (* 1953), südafrikanischer Fußballspieler
- Mike Collins (Comiczeichner) (* 1961), britischer Comiczeichner und -autor
- Mike Collins (Politiker) (* 1967), US-amerikanischer Politiker
- Mike Collins (Eishockeyspieler) (* 1990), US-amerikanischer Eishockeyspieler
- Misha Collins (* 1974), US-amerikanischer Schauspieler
- Mo Collins (* 1965), US-amerikanische Schauspielerin

### N
- Nancy A. Collins (* 1959), US-amerikanische Schriftstellerin
- Neil Collins (* 1948), irischer Politikwissenschaftler und Hochschullehrer
- Neill Collins (* 1983), schottischer Fußballspieler und -trainer
- Niall Collins (* 1973), irischer Politiker (Fianna Fáil)
- Nico Collins (* 1999), US-amerikanischer American-Football-Spieler
- Nicolas Collins (* 1954), US-amerikanischer Komponist, Klangkünstler und Improvisationsmusiker
- Nnamdi Collins (* 2004), deutscher Fußballspieler
- Nyema Collins (* 1973), liberianischer Fußballspieler

### P
- Patricia Hill Collins (* 1948), US-amerikanische Soziologin
- Patrick Collins (Politiker) (1844–1905), US-amerikanischer Politiker
- Patrick Collins (Regisseur) (* 1951), US-amerikanischer Pornodarsteller, Regisseur und Produzent
- Patrick Collins (Footballspieler) (* 1966), US-amerikanischer Footballspieler
- Patrick Collins (Fußballspieler) (* 1985), englischer Fußballspieler
- Paul Collins (Leichtathlet) (1926–1995), kanadischer Marathonläufer
- Paul Collins (Schauspieler) (* 1937), englischer Schauspieler
- Paul Collins (Musiker) (* 1956), US-amerikanischer Musiker
- Paul Collins (Schriftsteller, 1954) (* 1954), australischer Schriftsteller
- Paul Collins (Schriftsteller, 1969) (* 1969), US-amerikanischer Schriftsteller und Herausgeber
- Paul Collins (Fußballspieler) (* 1997), Fußballspieler für Amerikanisch-Samoa
- Pauline Collins (* 1940), britische Schauspielerin
- Peter Collins (1931–1958), britischer Automobilrennfahrer
- Peter Collins (Musikproduzent) (1951–2024), britischer Musikproduzent
- Peter Collins (Bahnsportler) (* 1954), britischer Speedway- und Langbahnrennfahrer
- Peter Collins (Bischof) (* 1958), britischer Geistlicher, Bischof von East Anglia
- Peter Collins (Ruderer) (* 1975), US-amerikanischer Ruderer
- Petra Collins (* 1992), kanadische Fotografin, Schriftstellerin und Filmproduzentin
- Phil Collins (* 1951), britischer Schlagzeuger, Sänger, Produzent, Schauspieler und Buchautor
- Phil Collins (Medienkünstler) (* 1970), britischer Medienkünstler
- Phil Collins (Pokerspieler) (* 1985), US-amerikanischer Pokerspieler

### Q
- Quinn Collins (* 1983), US-amerikanischer Komponist

### R
- Randall Collins (* 1941), US-amerikanischer Soziologe
- Ray Collins (Schauspieler) (1889–1965), US-amerikanischer Schauspieler
- Ray Collins (Musiker) (1936–2012), US-amerikanischer Sänger
- Ray Collins, Baron Collins of Highbury (* 1954), englischer Gewerkschafter und Politiker (Labour Party)
- Richard Collins (Maler) (1755–1831), britischer Maler
- Richard Collins, Baron Collins (1842–1911), britischer Jurist
- Richard Collins (Bischof) (1857–1924), britischer Geistlicher, Bischof von Hexham and Newcastle
- Richard Collins (Schauspieler) (1947–2013), kanadischer Schauspieler
- Richard A. Collins (* 1966), britischer Biochemiker
- Richard C. Collins (* um 1947), pensionierter Generalmajor der US Air Force
- Richard J. Collins (1914–2013), US-amerikanischer Drehbuchautor und Fernsehproduzent
- Richie Collins (* 1962), walisischer Rugby-Union-Spieler
- Rickey D’Shon Collins (* 1983), US-amerikanischer Synchronsprecher
- Rob Collins (Robert James Collins, 1963–1996), englischer Keyboarder der Band The Charlatans
- Rob Collins (Eishockeyspieler) (Robert Collins, * 1978), kanadischer Eishockeyspieler
- Rob Collins (Schauspieler) (Robert Collins, * 1979), australischer Schauspieler
- Robert Collins (Tennisspieler) (* 1977), irischer Tennisspieler
- Robert Collins (Biathlet), US-amerikanischer Biathlet
- Robert Frederick Collins (* 1931), US-amerikanischer Jurist und Richter
- Robert Lindsay Collins (1946–2007), australischer Politiker
- Roberta Collins (1944–2008), US-amerikanische Schauspielerin und Model
- Roger Collins (* 1949), britischer Historiker
- Roland Collins († 2015), britischer Maler
- Rory Collins (* 1955), britischer Epidemiologe
- Ross A. Collins (1880–1968), US-amerikanischer Politiker
- Rudy Collins (1934–1988), US-amerikanischer Jazzschlagzeuger

### S
- Sam Collins (Musiker) (1887–1949), US-amerikanischer Blues-Sänger und Gitarrist
- Sam Collins (Skirennläufer), US-amerikanischer Skirennläufer
- Sam Collins (Fußballspieler) (Samuel Jason Collins; * 1977), englischer Fußballspieler
- Sam Collins (Schachspieler) (* 1982), irischer Schachspieler
- Sam Collins (YouTuber) (* 1996), US-amerikanischer YouTuber
- Sam L. Collins (Samuel LaFort Collins; 1895–1965), US-amerikanischer Politiker

- Samuel Collins (Maler) (1735–1768), britischer Porträtmaler
- Samuel Collins (Mediziner) (1619–1670), englischer Arzt, Leibarzt des russischen Zaren
- Samuel Collins (Mediziner II) (1617–1685)), englischer Arzt
- Samuel C. Collins (1898–1984), US-amerikanischer Physiker
- Sandy Collins (* 1958), US-amerikanische Tennisspielerin
- Seán Collins (Politiker) (1918–1975), irischer Politiker
- Sean Collins (Unternehmer) (1952–2011), US-amerikanischer Surfer und Unternehmer
- Sean Collins (Eishockeyspieler, Februar 1983) (* 1983), US-amerikanischer Eishockeyspieler
- Sean Collins (Eishockeyspieler, Oktober 1983) (* 1983), US-amerikanischer Eishockeyspieler
- Sean Collins (Eishockeyspieler, 1988) (* 1988), kanadischer Eishockeyspieler
- Shad Collins (1910–1978), US-amerikanischer Jazzmusiker
- Shania Collins (* 1996), US-amerikanische Leichtathletin
- Shanna Collins (* 1983), US-amerikanische Schauspielerin
- Sharon M. Collins (* 1947), US-amerikanische Soziologin
- Shirley Collins (* 1935), englische Folksängerin
- Simon Collins (* 1976), englischer Sänger
- Stephen Collins (* 1947), US-amerikanischer Schauspieler
- Steve Collins (Skispringer) (* 1964), kanadischer Skispringer
- Steve Collins (Boxer) (* 1964), irischer Boxer
- Steve Collins (Regisseur), Drehbuchautor und Regisseur
- Susan Collins (* 1952), US-amerikanische Politikerin
- Susan Collins (Kuratorin) († 2014), US-amerikanische Kunstkuratorin
- Suzanne Collins (* 1962), US-amerikanische Cartoonzeichnerin und Autorin
- Sydney Collins (* 1999), Kanadisch-US-amerikanische Fußballspielerin

### T
- Terry Collins (* 1949), US-amerikanischer Baseballmanager
- Thomas Collins (Politiker, 1732) (1732–1789), US-amerikanischer Politiker (Delaware)
- Thomas Collins (Politiker, 1884) (1884–1945), australischer Politiker
- Thomas Collins (Kardinal) (* 1947), kanadischer Geistlicher, Erzbischof von Toronto
- Thomas H. Collins (* 1946), US-amerikanischer Admiral
- Thomas L. Collins (1921–1996), kanadischer Physiker
- Tiarn Collins (* 1999), neuseeländischer Snowboarder
- Tim Collins (Autor), britischer Autor (Pseudonym: A. B. Saddlewick)
- Tim Collins (Kameramann), US-amerikanischer Kameramann
- Tim Collins (Musiker) (* 1977), US-amerikanischer Vibraphonist
- Tim Collins (Politiker) (* 1964), britischer Politiker
- Tim Collins (Baseballspieler) (* 1989), US-amerikanischer Baseballspieler
- Timothy Collins (* 1956), US-amerikanischer Unternehmer
- Tom Collins (1843–1912), australischer Schriftsteller, siehe Joseph Furphy
- Tom Collins (Fußballspieler) (1882–1928), schottischer Fußballspieler
- Tom Collins (Eiskunstlauf), US-amerikanischer Eiskunstlauf-Manager, Gründer von Champions on Ice
- Tom Collins (Boxer) (* 1955), britischer Boxer
- Tom Collins (Regisseur), irischer Regisseur
- Tom Collins (Schauspieler), Schauspieler

### V
- Victor Collins, Baron Stonham (1903–1971), britischer Politiker

### W
- Warwick Collins (1948–2013), britischer Schriftsteller
- Wilkie Collins (1824–1889), britischer Schriftsteller
- William Collins (Dichter) (1721–1759), englischer Dichter
- William Collins (Maler) (1788–1847), englischer Maler
- William Collins (Politiker) (1818–1878), US-amerikanischer Jurist und Politiker
- William Collins (Tennisfunktionär), britischer Tennisspieler und -funktionär
- William Collins (Tennisspieler), britischer Tennisspieler
- William Collins (Kanute) (* 1932), kanadischer Kanute
- William A. Collins (* 1941), US-amerikanischer Schriftsteller, siehe Billy Collins
- William O. Collins (1809–1880), US-amerikanischer Offizier
- William Ray Collins Jr. (1961–1984), US-amerikanischer Boxer, siehe Billy Collins junior
- William Whitaker Collins (1817–1879), britischer Ingenieur

### Z
- Zach Collins (* 1997), US-amerikanischer Basketballspieler
- Zaven Collins (* 1999), US-amerikanischer American-Football-Spieler